# 青山真治
青山 真治（あおやま しんじ、1964年7月13日 - 2022年3月21日）は、日本の映画監督、小説家、音楽家、映画批評家。元多摩美術大学教授。妻は女優のとよた真帆。

## 経歴
福岡県北九州市出身。福岡県立門司高等学校在学時には音楽活動をしており、いくつかのバンド経験を経た後に広石武彦らとバンド「UP-BEAT UNDERGROUND」（後のUP-BEAT）を結成するが、青山は大学受験のために高校3年生の時点でバンドを脱退している。
1989年、立教大学文学部英米文学科卒業。立教大学一般教育部で、蓮實重彦の「映画表現論」の授業から強い影響を受けた。
大学卒業後、ディレクターズ・カンパニーの現場に参加、フリーの助監督になる。主に黒沢清や井筒和幸組に就き、同世代の新進監督をバックアップ。
1995年、黒沢の推薦により、
Vシネマ『教科書にないッ!』で監督デビュー。
1996年、助監督時代に知り合った仙頭武則プロデューサーと組み、初の劇場用長編映画『Helpless』を手がける。
2000年のカンヌ国際映画祭で、監督作品『EUREKA』が国際批評家連盟賞とエキュメニカル審査員賞を受賞、世界的な評価を集めた。翌年、同作のノベライズ小説『EUREKA』で第14回三島由紀夫賞を受賞。
その後、『月の砂漠』、『レイクサイド マーダーケース』、『エリ・エリ・レマ・サバクタニ』、『サッド ヴァケイション』などの作品を監督する。
2010年、著書『シネマ21 青山真治映画論+α集成2001-2010』を発表。
2011年、三浦春馬主演の『東京公園』が第64回ロカルノ国際映画祭で金豹賞審査員特別賞を受賞。同年、黒沢清と蓮實重彦との共著『映画長話』を発表した。
2012年4月、多摩美術大学造形表現学部映像演劇学科教授に就任。
2013年、田中慎弥原作、荒井晴彦脚本の『共喰い』を発表する。
2021年春頃に食道がんが判明し通院治療を続けてきたが、その後容態が悪化し入院。2022年3月21日に死去。57歳。

## フィルモグラフィー

### 長編映画
- Helpless（1996年） - 監督・脚本・音楽
- チンピラ（1996年） - 監督
- WiLd LIFe（1997年） - 監督・脚本
- 冷たい血（1997年） - 監督・脚本・製作・編集・音楽
- 大いなる幻影（1999年） - 出演
- シェイディー・グローヴ（1999年） - 監督・脚本・音楽
- EM エンバーミング（1999年） - 監督・脚本
- EUREKA（2000年） - 監督・脚本・編集・音楽
- クロエ（2001年） - 出演
- 月の砂漠（2001年） - 監督・脚本・編集
- レイクサイド マーダーケース（2004年） - 監督・脚本
- エリ・エリ・レマ・サバクタニ（2005年） - 監督・脚本
- こおろぎ（2006年） - 監督
- AA｜音楽批評家：間章（2006年） - 監督
- サッド ヴァケイション（2007年） - 監督・脚本・原作
- スリー☆ポイント（2011年） - 出演
- 東京公園（2011年） - 監督・脚本・音楽
- Cut（2011年） - 脚本
- 戦争と一人の女（2013年） - 音楽
- 共喰い（2013年） - 監督・音楽
- 空に住む（2020年） - 監督・脚本

### 短編映画
- セレブレート シネマ 101「1/5」（1996年） - 監督
- June 12, 1998 -カオスの緑-（1999年） - 監督
- 路地へ 中上健次の残したフィルム（2000年） - 監督・構成[26]
- すでに老いた彼女のすべてについては語らぬために（2001年） - 監督
- 焼跡のイエス（2001年） - 監督
- 夜の足跡（2001年） - 音楽
- TAMPEN 短篇「空華 koo-ghe」（2001年） - 出演
- 夢見の芭蕉（2002年） - 監督
- なんくるムービー あじまぁのウタ 上原知子─天上の歌声（2002年） - 監督
- 刑事まつり「Noと言える刑事」（2003年） - 監督・脚本・出演
- 軒下のならず者みたいに（2003年） - 監督・脚本
- Trunk（2003年） - 監督
- 海流から遠く離れて（2003年） - 監督
- 秋聲旅日記（2003年） - 監督・脚本
- 赤ずきん（2008年） - 監督
- R246 STORY「224466」（2008年） - 脚本
- だうん（2010年） - 監督
- 60 Seconds of Solitude in Year Zero（2011年） - 監督
- FUGAKU1/犬小屋のゾンビ（2013年） - 監督
- FUGAKU 2／かもめ The Shots （2014年） - 監督
- FuGAK 3／さらば愛しのeien （2015年） - 監督
- 破れたハートを売り物に「ヤキマ・カナットによろしく」（2015年） - 監督・脚本

### オリジナルビデオ
- 教科書にないッ!（1995年） - 監督・脚本
- 我が胸に凶器あり（1996年） - 監督・脚本

### テレビドラマ
- 私立探偵 濱マイク「名前のない森」（2002年） - 監督・脚本
- D×TOWN「スパイダーズなう」（2012年） - 監督・脚本・音楽
- 贖罪の奏鳴曲（2015年） - 監督・音楽
- 金魚姫（2020年、NHK BSプレミアム） - 演出

### 動画配信
- 最上のプロポーズ（2013年） - 監督・音楽

### ミュージックビデオ
- カーネーション「サンセット・モンスターズ」 - 監督

### 舞台
- グレンギャリー・グレン・ロス（2011年6月、天王洲 銀河劇場、作：デヴィッド・マメット） - 演出
- おやすみ、かあさん（2011年11月26日 - 12月4日、あうるすぽっと、マーシャ・ノーマン作） - 演出
- 私のなかの悪魔（2013年3月25日 - 31日、あうるすぽっと、ストリンドベリ作「債鬼」より） - 演出
- フェードル（2015年12月4日 - 13日、東京芸術劇場、シアターウエスト） - 演出
- しがさん無事？ are you alright, my-me？（2019年5月7日 - 12日、下北沢小劇場B1） - 作・演出

## 著書

### 小説
- 『ユリイカ EUREKA』（2000年、角川書店） - のち文庫
- 『月の砂漠』（2002年、角川書店） - のち文庫
- 『Helpless』（2003年、新潮社） - のち角川文庫
- 『ホテル・クロニクルズ』（2005年、講談社） - のち文庫
- 『死の谷'95』（2005年、講談社） - のち文庫
- 『雨月物語』（2006年、角川学芸出版）
- 『サッド・ヴァケイション』（2006年、新潮社）
- 『エンターテインメント!』（2007年、朝日新聞出版） - のち文庫
- 『地球の上でビザもなく』（2009年、角川書店）
- 『帰り道が消えた』（2010年、講談社）
- 『ストレンジ・フェイス』（2010年、朝日新聞出版）

### 批評
- 『われ映画を発見せり』（2001年、青土社）
- 『シネマ21 青山真治映画論+α集成2001-2010』（2010年、朝日新聞出版）

### 共編著
- 『ヴィム・ヴェンダース』（2000年、キネマ旬報社） - 責任編集
- 『ロスト・イン・アメリカ』（2000年、デジタルハリウッド出版局） - 黒沢清、安井豊、阿部和重との共著、稲川方人、樋口泰人編
- 『青山真治と阿部和重と中原昌也のシネコン!』（2004年、リトルモア） - 阿部和重、中原昌也との共著
- 『酔眼のまち-ゴールデン街 1968～98年』（2007年、朝日新書） - たむらまさきとの共著
- 『映画長話』（2011年、リトルモア） - 蓮實重彦、黒沢清との共著
- 『しょうがないマイラブ/入り鉄砲に出女 PHOTO & DVD BOOK』（2012年、河出書房新社） - タルトタタン、アゼル&バイジャンとの共著